# Fluctuacions
"Fluctuacions" (títol original en anglès "State of Flux") és l’onzè episodi de la primera temporada de la sèrie de televisió de ciència-ficció estatunidenca Star Trek: Voyager. Fou dirigit per Robert Scheerer en base a un guió de Chris Abbot, basada en una història escrita per Paul Robert Coyle. Aquest episodi es va emetre a UPN el 10 d’abril de 1995.
Ambientada al segle XXIV, la sèrie segueix les peripècies de la nau estel·lar de la Federació Unida de Planetes USS Voyager, dirigida per la capitana Kathryn Janeway per tornar a casa des del Quadrant Delta amb una tripulació mixta de membres de la Federació i Maquis. En aquest episodi els personatges recurrents Seska i la tinent Carey protagonitzen, juntament amb el repartiment principal de la sèrie, un episodi que veu el retorn dels extraterrestres Kazon presentats anteriorment a "El Guardià".
Aquest episodi presenta esdeveniments amb la tecnologia del replicador de Star Trek.

## Argument
És l'any 2371 data estel·lar 48658.2. La tripulació de la Voyager està buscant menjar en un planeta, quan la nau detecta una nau Kazon camuflada i se'ls ordena tornar. Chakotay es queda enrere per buscar Seska. Tan bon punt la troba, dos Kazons el disparen, i queden atordits pel foc de resposta dels fasers, cosa que permet a Chakotay i Seska escapar. De tornada a la Voyager, Seska serveix sopa de bolets a Chakotay i li explica que ella i altres Maquis van assaltar la cuina de Neelix per fer la sopa. Chakotay està furiós i amenaça amb dures mesures disciplinàries. Seska, que havia tingut una relació romàntica amb Chakotay, intenta aplacar-lo, però Chakotay la rebutja i ella marxa.
Moments després, la Voyager detecta una senyal de socors d'una nau kazon. Durant la investigació, descobreixen que una peça d'equipament de la nau Kazon ha causat una fallada catastròfica a bord, matant tots els tripulants excepte un, que està en coma. Com que l'equipament té similituds amb la tecnologia de la Flota Estel·lar, la tripulació s'adona que els Kazon l'ha d'haver obtingut d'algú de la Voyager, i Seska cau sota sospita. Seska pren les regnes de l'assumpte i es teletransporta a la nau Kazon, explicant que ha de recuperar l'equipament per demostrar la seva innocència. Mentre és a la nau, Seska resulta ferida i és amonestada pels seus superiors quan torna.
La capitana Janeway s'adona que el Kazon en coma podria ser l'única oportunitat d'esbrinar com la tecnologia va arribar a la possessió dels Kazon. Arriba una altra nau Kazon, el capità de la qual, Culluh, exigeix veure el seu camarada. Culluh i el seu guardaespatlles arriben a la infermeria on el Doctor  està tractant el seu compatriota. De sobte, el guardaespatlles de Culluh mata el pacient. Disgustada, Janeway ordena als dos Kazons que abandonin la "Voyager".
Kes descobreix que Seska té sang cardassiana, que Seska afirma que va ser el resultat d'un trasplantament de medul·la òssia d'una dona cardassiana amable. Les investigacions revelen que es va enviar un missatge als Kazon des d'Enginyeria, i des del moment del missatge els dos sospitosos més probables són Seska i la tinent Carey. La tripulació sènior prepara una trampa per identificar el traïdor, i Seska hi cau. Explica que els Kazon són una raça poderosa en aquest quadrant i que, donant-los tecnologia, la "Voyager" guanyarà un aliat poderós. Escapa a una nau kazon utilitzant una teleportació preprogramada. Janeway ordena una persecució, però arriben més naus kazon i la "Voyager" es retira.
Més tard, Chakotay pregunta a Tuvok si va ser ingenu per deixar-se enganyar per Seska. Tuvok també admet haver estat enganyat, cosa que tranquil·litza Chakotay.

## Actors convidats
- Martha Hackett - Seska
- Josh Clark - Tt. Carey
- Anthony De Longis - First Maje Culluh

## Producció
El títol provisional de l'episodi era "Seska".
La idea bàsica de Paul Robert Coyle per a aquest episodi era que un membre de la tripulació bajorana de la tripulació Maquis de Chakotay resultés ser un espia cardassià. A Michael Piller li va agradar la idea i va fer que Coyle la desenvolupés més. Posteriorment, Piller va fer algunes addicions a la història, en particular afegint que Chakotay i Seska tenien una relació romàntica prèvia. Tanmateix, Piller no va ser acreditat per això als crèdits de l'episodi.
Aquest episodi es va filmar a Bronson Canyon a Griffith Park a Califòrnia.

## Recepció
Aquesta sèrie va tenir una qualificació Nielsen de 6,5 quan es va emetre l'abril de 1995.
Keith DeCandido el va qualificar a "tor.com" el 2020 com un bon episodi de "Star Trek: Voyager". Li va agradar que l'episodi trenqui amb el clixé habitual del crim que el sospitós inicial mai podria haver estat el culpable, ja que Seska resulta ser realment la traïdora al final. També va elogiar la interpretació de Martha Hackett, que, d'una banda, interpreta de manera convincent la defensa de Seska contra la seva acusació i, de l'altra, retrata hàbilment un canvi sobtat en el personatge de Seska un cop s'exposa que és una cardassiana. DeCandido va trobar una mica fluix que Janeway parli molt bé de Culluh però després ni tan sols el pugui castigar per un assassinat que es produeix a la seva pròpia nau. També va trobar una mica lamentable que Chakotay semblés ser un idiota, sense adonar-se que hi havia un segon traïdor a la seva antiga nau a més de Tuvok.
"Fluctuacions" s'esmenta a Star Trek and Sacred Ground: Explorations of Star Trek, Religion, and American Culture com a exemple d'un episodi que sorprèn l'espectador perquè un personatge va en contra de la Flota Estel·lar de la Federació.
Dels 16 (15) episodis de la primera temporada de Star Trek: Voyager que es van emetre a la primavera de 1995, només "L'ull de l'agulla" i "El Guardià" (Part I i Part II) tenien una qualificació més alta que "Fluctuacions" a TV.com el 2018. Ambdós episodis tenien una qualificació de 8,7, superant "Fluctuacions", que tenia una qualificació de 8,5 el 2018. "Fluctuacions", amb la seva qualificació de 8,5, era més alta que "Cares" i "Temps era temps", que tenien una qualificació de 8,3 el 2018.
El 2020, io9 va classificar aquest com un dels set episodis "imprescindibles" de la primera temporada de Star Trek: Voyager.
El 2020, The Digital Fix va considerar que aquest episodi tenia algunes de les "narratives més ambicioses" de la primera temporada de Star Trek: Voyager juntament amb "Factors primordials".